# ダヴィド・ブレカロ
ダヴィド・ブレカロ（David Brekalo、1998年12月3日 - ）は、スロベニア・リュブリャナ出身のサッカー選手。オーランド・シティSC所属。ポジションはDF。スロベニア代表。

## クラブ経歴
2007年にNKブラヴォの下部組織に入団し、2019年7月14日、NKオリンピア・リュブリャナとのリーグ戦にてトップチームデビューを果たした。
2021年8月11日、ノルウェーのバイキングFKに移籍し、3年半契約を交わした。

## 代表経歴
2022年3月26日、クロアチア代表との親善試合にてスロベニア代表デビューを飾った。
UEFA EURO 2024に選出